# رادیولوژی

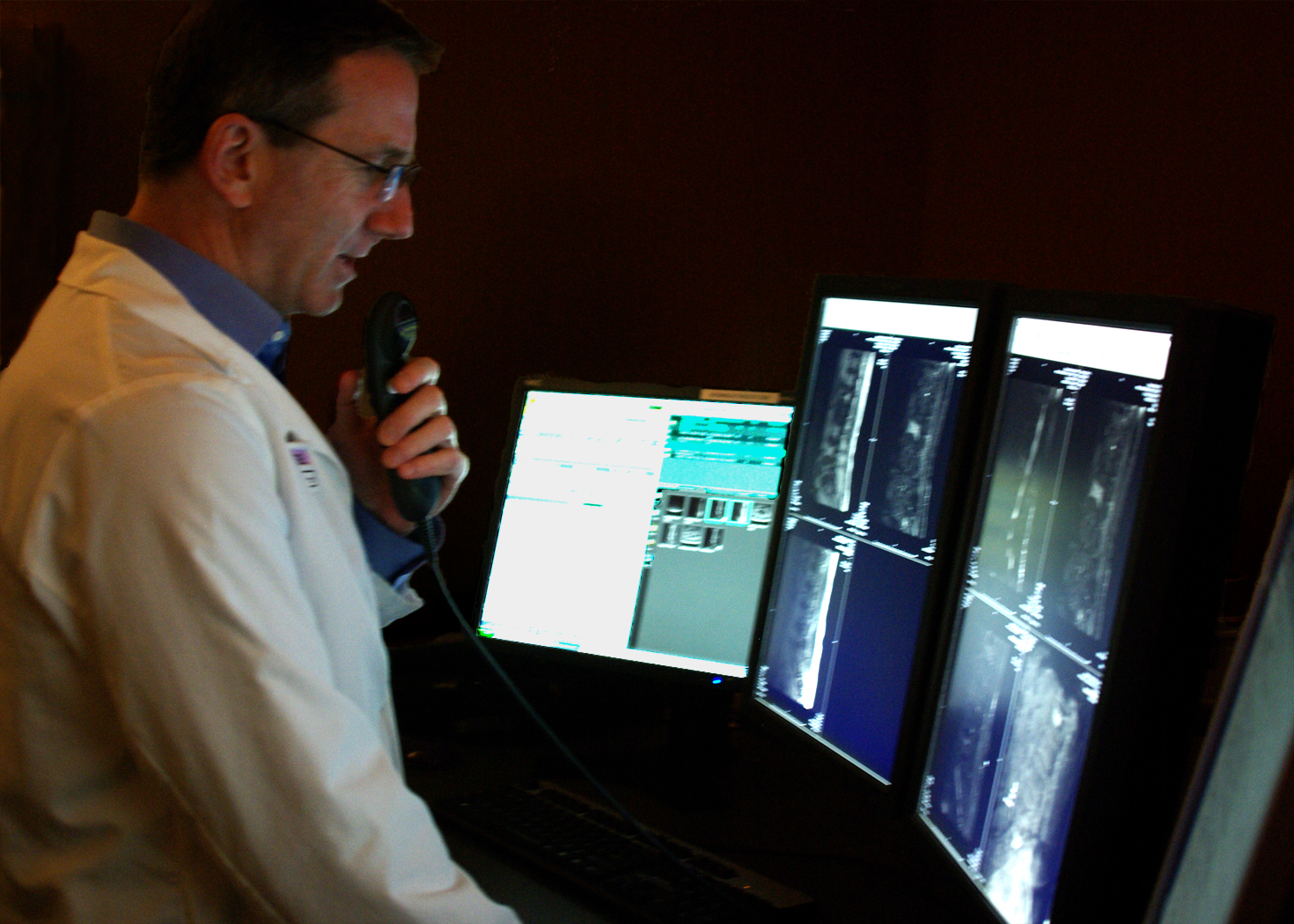
یک پزشک پرتوشناس در حال تفسیر تصاویر پزشکی در یک شبکه PACS در یک کارگاه واقع در سن دیگو در سال ۲۰۱۰

تمرکز این مقاله بر پرتوشناسی به عنوان یک تخصص پزشکی (و پایه پزشکی) است. برای موارد کلی تر نگاه کنید به تصویربرداری پزشکی. 
پرتوشناسی یا رادیولوژی (به فرانسوی: Radiologie) و گاهی تصویربرداری تشخیصی نام یک رشته از تخصص‌های پزشکی است که از پرتو ایکس و دیگر اقسام امواج و پرتوها برای تشخیص و درمان بیماری و حالات غیرطبیعی کمک می‌گیرد. در تمام این‌ها، هدف تشخیص بیماری یا حالات غیرطبیعی بدن به کمک روش‌های پیشرفته تصویری است. رادیولوژی از کلمه لاتین Radius به معنای پرتو مشتق شده‌است. پرتوشناسی دربرگیرنده رشته‌های بسیاری است که بر مبنای کاربرد پرتوهای یون‌ساز برای تشخیص بیماری‌ها یا درمان آن‌ها می‌باشد.
این رشته به صورت یک تخصص (دوره چهار ساله رزیدنتی) بعد از اتمام دوره پزشکی ارائه می‌گردد.
ضمناً رشته رادیولوژی (پرتوشناسی تشخیصی) در مقطع کارشناسی نیز به‌صورت یک دوره چهارساله در دانشکده‌های پیراپزشکی ارائه می‌شود.

## تعریف
در این مقاله و مقالات مربوط، به «پرتوشناسی» (یا رادیولوژی) جنبهٔ بالینیِ تصویربرداری پزشکی (یعنی تصویربرداری و تشخیص) تعریف شده‌است (لذا روش‌های تصویربرداری کلی‌تری همانند انواع میکروسکپی را در بر نمی‌گیرد).
پرتوشناسی: یک شاخه یا تخصص از علوم پزشکی است که با مطالعه و به کار بردن فناوری تصویربرداری توسط تابش و اشعه ایکس در جهت تشخیص و درمان بیماری سر و کار دارد.
سابقاً «رادیولوژی» (یا همان پرتوشناسی) به رشته‌ای گفته می‌شد که در آن از روش‌های پرتوی یونیزان استفاده می‌شد اما امروزه «رادیولوژی» با علوم تصویری غیر پرتوی مثل ام آر آی و سونوگرافی نیز خلط می‌شود. به‌عبارت دیگر در پرتوشناسی، برخی روش‌ها (همانند سی تی اسکن، ماموگرافی، و روش‌های مرسوم رادیوگرافی) از توزیع پرتوهای تابیده شدهٔ اشعه ایکس بر روی صفحات فیلم یا شمارشگرها یا گیرنده‌های دیگر دیجیتالی تشکیل تصویر می‌دهند. اما در برخی روش‌های دیگر (همانند ام آر آی و سونوگرافی و مقطع‌نگاری همدوسی اپتیکی) از روش‌های غیر پرتوی یونیزان استفاده می‌گردد. رادیولوژی امروزه هر دو را در بر می‌گیرد.
بعضی اتم‌ها مجموعه ناپایداری از ذرات بنیادی هستند. این اتم‌ها خود به خود اشعه منتشر می‌کنند و به این ترتیب به اتم‌هایی با هویت شیمیایی متفاوت تبدیل می‌شوند. این فرایند که رادیواکتیویته یا پرتوزایی نامیده می‌شود. توسط هانری بکرل در ۱۸۹۶ کشف شد.

## پیشینه
پزشک معروف یونان باستان، بقراط حکیم، برای نخستین بار در تاریخ روشی را برای سنجش دمای بدن ابداع نمود که شباهت به روش‌های دمانگاری امروزی دارد، و از این لحاظ می‌توان این را کهنترین نمونه تصویربرداری تشخیصی در تاریخ محسوب کرد.
سرآغاز پرتوشناسی مدرن را شاید بتوان به هانری بکرل و کشف رادیواکتیویته در دهه ۱۸۹۰ نسبت داد که به دنبال آن، با برداشته شدن اولین تصویر پرتونگارِ اشعه ایکس از بدن انسان توسط ویلهلم رونتگن در سال ۱۸۹۶، دانش فیزیک پزشکی نوین به صورت امروزی متولد گردید. در همان سال بود که برای نخستین بار در تاریخ از تجهیزات پرتونگاری در میدان جنگ و به‌طرز سیار استفاده گردید. طولی نکشید که پیشرفت‌های پیر و ماری کوری در کشف رادیوم و دیگر عناصر پرتوده زبان‌زد خاص‌وعام محافل علمی شد.

## جنبه اشتغالی

پزشک پرتوشناس کسی است که با انجام صوتنگاری و تفسیر تصاویر پزشکی، به تشخیص بیماری‌ها کمک می‌کند. پرتوشناس شخصی است که پزشک بوده و دارای تخصص پرتوشناسی است و با استفاده از آرایه‌ها یا نقش‌هایی از فناوری‌های تصویربرداری (مانند فراصوت یا صوتنگاری (صوتنگاری فراصوتی)، توموگرافی رایانه‌ای (سی تی اسکن)، پزشکی هسته‌ای (در ایران پزشکی هسته ای تخصصی جداگانه است)، توموگرافی یامقطع‌نگاری با نشر پوزیترون و تصویربرداری تشدید مغناطیسی یا همان تصویربرداری رزونانس مغناطیسی (MRI)، برای تشخیص یا درمان بیماری‌ها بهره می‌برد.
این تخصص معمولاً گرایش‌بندی‌های فرعی‌تری نیز دارند. به‌طور نمونه نوعی گرایش تخصصی پرکاربرد پرتوشناسی مداخله‌ای نام دارد که عبارت است از انجام رویه‌های درمانی که معمولاً با حداقل مزاحمت و کمترین شیوه تهاجمی صورت می‌گیرد. یکی از گرایش‌های تخصصی دندانپزشکی نیز پرتوشناسی دهان، فک و صورت می‌باشد.

### پرسنل کمکی
در یک بخش پرتوشناسی در یک بیمارستان یا کلینیک معمولاً افراد دیگری نیز به کار مشغول اند که به‌طور مستقیم و غیر مستقیم به پرتوشناسان کمک می‌کنند.
یکی از این پرسنل فناور است. یک تصویر پزشکی معمولاً به وسیله این شخص که معروف به فناور پرتوشناسی می‌باشد گرفته می‌شود. پزشک پرتوشناس (شخصی که در بالا از وی نام برده شد) در حصول خود تصویر نقشی ندارد (مگر در برخی حالتهای خاص مثل فلوروسکپی یا سونوگرافی). وظیفه و تمرکز پزشک پرتوشناس بیشتر تشخیص امراض یا نابسامانی‌ها از روی تصاویر بدست آمده‌است، نه تهیه خود آن. عمل اخیر در واقع از وظایف تکنیسین‌های پرتوشناس است. آنان معمولاً دارای مدرک کارشناسی هستند. در ایالات متحده آمریکا سازمان بورد AART تدریجاً داشتن مدرک کارشناسی را بر کاردانی ترجیح داده‌است.
از دیگر پرسنل یک بخش مدرن رادیولوژی، متخصصی است که فیزیکدان پزشکی نام دارد. تخصص این‌گونه افراد در علوم رادیولوژی تشخیصی یا فیزیک تصویرسازی است. متخصص این رشته معمولاً یا دارای مدرک کارشناسی ارشد است یا دکترا و یکی از زیر شاخه‌های فیزیک پزشکی است. او شخصیست که کیفیت و سلامت دُز دستگاه‌های پرتوی کلینیک یا بیمارستان را تضمین می‌کند و اغلب در مسائل دشواری که پزشک از انجام آن ناتوان است (همانند تهیه تصاویر سفارشی برای پروژه‌های پژوهشی و بهینه‌سازی پروتکل‌های سی تی اسکن بر اساس شیوه نامه سازمان ای سی آر) با وی همکاری می‌کند.
مأمور سلامت پرتوی نیز همواره در تمام موسسات و مراکز درمانی حضور دارد.
امروزه رادیولوژیست‌ها می‌توانند برای تشخیص برخی ناهنجاری‌ها از الگوریتم‌های یادگیری عمیق و هوش مصنوعی بهره ببرند. البته این بدان معنا نیست که هوش مصنوعی جایگزین رادیولوژیست‌ها شود، همچنان به خلاقیت فرد رادیولوژیست در حل مسائل و نظارت بر فرایند تشخیص نیاز است.
خطرات
. عدم جذب پرتو توسط لایه سربی که باعث سرطان پوست و لوسمی می‌گردد که بین رادیولوژیست‌ها شایع است
. ایجاد اوزون در اثر برخورد اشعه ایکس با هوا
. امکان نشت مواد سربی از دیوار و درب‌ها
. سمیت مواد ظهور و ثبوت در رادیولوژی سنتی در صورت تماس
. عدم تهویه مناسب به علت قرارگیری مکان رادیولوژی در زیر زمین و امکان رشد الودگی‌های قارچی و باکتریایی
. نشت مولبیدن از اند دستگاه در صورت خرابی

## روش‌های تصویری مورد استفاده در پرتوشناسی
روش‌های زیر برای تشخیص مورداستفاده یک پرتوشناس می‌توانند قرار بگیرند:

### روش‌های پرتوی یونیزان

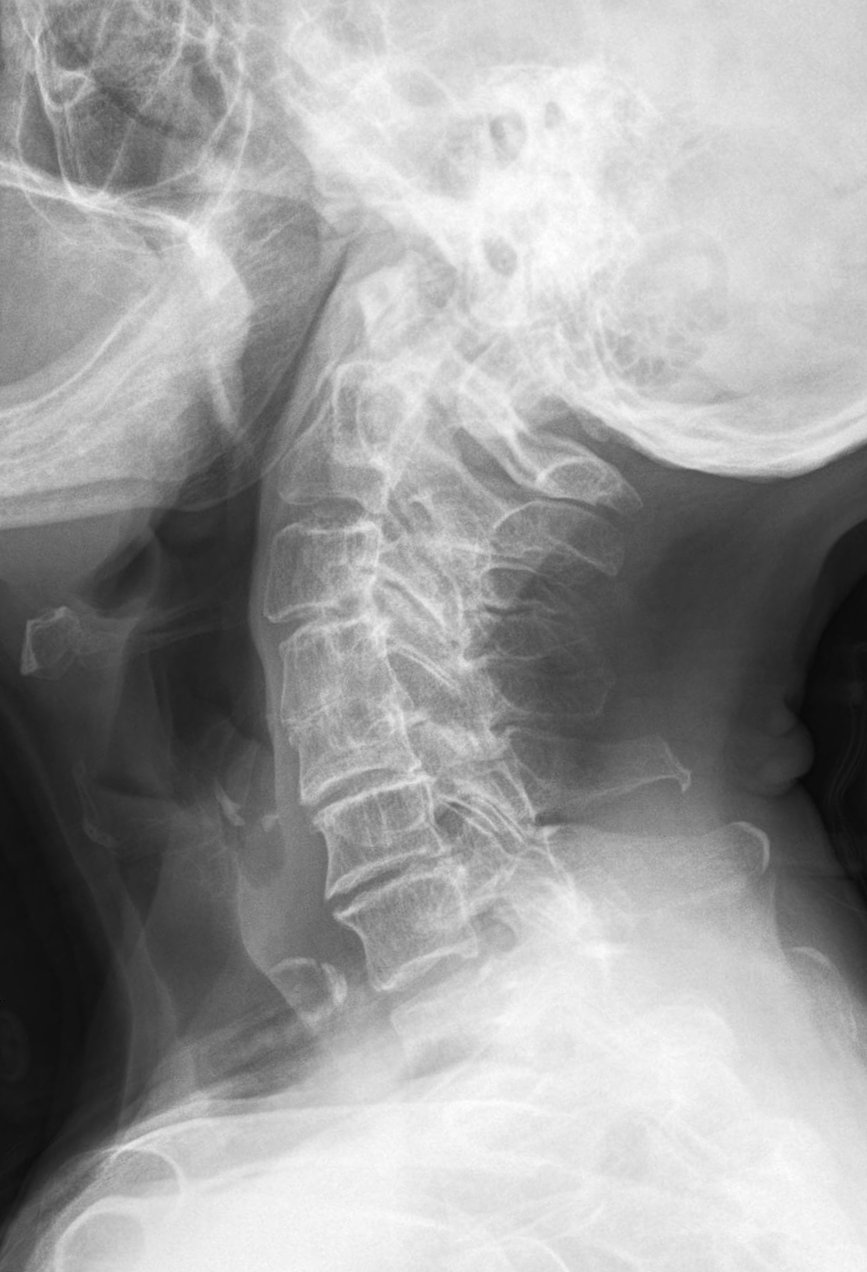

- پرتونگاری
- فلوئوروسکپی
- مقطع‌نگاری رایانه‌ای (سی تی اسکن)
- پستان‌نگاری

### روش‌های پرتوی غیر یونیزان
- ام آر آی
- سونوگرافی
- مقطع‌نگاری همدوسی اپتیکی

### روش‌های پزشکی هسته‌ای
- اسکن استخوان: تزریق موادی پرتوزا، تجمع آن در مغز استخوان، و تصویربرداری و تشخیص آن توسط یکی از روش‌های تصویربرداری (تصویر زیر را ببینید). تومورها را لذا می‌توان با جذب نسبی بیشتر ماده رادیواکتیو مشاهده کرد و تمیز داد.
- اسکن مغزی: تزریق موادی پرتوزا، عبور آن از سد خونی مغز، تجمع آن در آسیب‌دیدگی‌های مغزی (مثل تومورها)، و تصویربرداری و تشخیص آن توسط یکی از روش‌های تصویربرداری.
- اسکن گالیم
- اسکن موگا
- پت اسکن و اسپکت
- اسکن‌های ریوی
- اسکن سستامیبی تکنیتیوم-۹۹ام
- سینتیگرافی تالیم-۲۰۱
- اسکن تیروئید

## سازمان‌ها و نشریات
بزرگ‌ترین سازمان رادیولوژی جهان از نظر مشارکت متخصصین جامعه رادیولوژی آمریکای شمالی است که هر ساله بزرگ‌ترین گردهمایی پرتوشناسی در جهان را در شهر شیکاگو در ماه نوامبر برگزار می‌کند. در گردهمایی سال ۲۰۰۸ به‌طور مثال، ۵۶۰۰۰ متخصص شرکت کردند.
نخستین نشریه در تصویربرداری پزشکی در آوریل سال ۱۸۹۶ میلادی چاپ گردید که Archives of Clinical Skaigraphy نام داشت. این سازمان ژورنال تخصصی رادیولوژی (ژورنال) را به‌طور مرتب چاپ می‌کند. با اینحال امروزه نشریات بیشماری در طیف‌های گوناگون رشته پرتوشناسی تشخیصی را پوشش می‌دهند.

## دورپرتوشناسی (teleradiology)
دورپرتوشناسی انتقال تصاویر بیمار پرتوشناختی مانند اشعه ایکس، CTهاوMRIها از یک مکان به مکان دیگر برای به اشتراک‌گذاری مطالعات بادیگر
پرتوشناسان و پزشکان است.
دورپرتوشناسی (teleradiology) یک فناوری در حال رشد است از آن جهت که روش‌های تصویربرداری در حدود ۱۵ درصد در سال در مقایسه با افزایش تنها ۲درصدی جمعیت پرتوشناسان رشد می‌کنند. دورپرتوشناسی (
teleradiology) فرایند مراقبت از بیمار را از طریق اجازه دادن به پرتوشناسان به ارائه خدمات بدون حضور در محل بیمار بهبود می‌بخشد. این فناوری به ویژه برای متخصصانی مانند متخصص MRI، عصب‌شناسان، پرتوشناسان اطفال یا اسکلتی بسیار مهم‌تر و با اهمیت‌تر می‌بود زیرا که این متخصصین معمولاً در مناطق بزرگ شهری کار می‌کنند و در زمان روز.. اما «teleradiology» این اجازه را خواهد داد که متخصصین آموزش دیده ۲۴ ساعته دردسترس باشند.
teleradiology از فناوری‌های شبکه‌های استاندارد مانند اینترنت، خطوط تلفن، شبکه محلی(LAN)وفناوری جدید آن که هم‌اکنون از فناوری ابررایانه استفاده می‌کند. نرم‌افزار تخصصی برای انتقال تصاویر استفاده می‌شود و پرتوشناس را قادر می‌سازد تا به‌طور مؤثر تجزیه و تحلیل کند که چه تعداد از تصاویر برای مطالعه مورد نظر می‌تواند باشد. فناوری‌هایی مانند پردازش گرافیکی پیشرفته، تشخیص صدا، هوش مصنوعی و فشرده سازی تصویر اغلب در تلویزیون رادیولوژی استفاده می‌شود. از طریق رادیولوژی تلویزیونی و DICOMتلفن همراه تصاویر را می‌توان به قسمت دیگری از بیمارستان یا سایر نقاط جهان ارسال کرد.

## پرتوشناسی در ایران

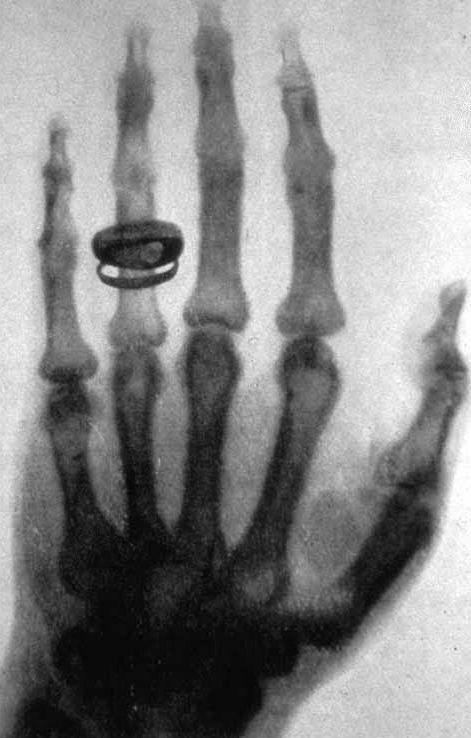
تصویر اولیه اشعه ایکس (پرتونگاری) که در یک سخنرانی عمومی توسط ویلهلم رونتگن (۱۸۴۵-۱۹۲۳) از دست چپ آلبرت فون کولیکر گرفته شده است.

دولت ایران در سال ۱۳۰۱ خورشیدی پزشکی به نام دکتر حبیب‌الله را مأمور خرید دستگاه پرتوشناسی از اروپا کرد. این دستگاه به بهای ۲۵ هزار تومان خریداری و در ۵۴ بسته در زمستان ۱۳۰۱ از راه بغداد وارد ایران و در مریض‌خانه دولتی تهران (بیمارستان سینای کنونی) گذاشته شد اما دست کم تا یک سال و نیم بعد، نصب و راه‌اندازی نشده بود. اما دکتر حبیب‌الله برای خود نیز دستگاهی که البته در سطح دستگاه سفارشی دولت نبود خرید و در مطب شخصی‌اش به کار انداخت. او در آن زمان برای هر پرتونگاری بیست تومان هزینه دریافت می‌کرد. دولت برای نصب و راه اندازی دستگاه پرتوشناسی مریض‌خانه دولتی قراردادی با دکتر حبیب‌الله بست که دکتر حبیب‌الله در آن قید کرده بود از آنجا که «طبیبی که مشغول این کار است در معرض خطر است. به طوری که به اندک غفلت و به محض صدمه که به بعضی دستگاه‌های سربی و پاره چیزهای دیگر وارد آید، حیاتش در معرض خطر است. از این جهت اگر در سر این کار اتفاقاً مرد، بعد از وفاتش دولت ده هزار تومان به ورثه او بدهد».

### در ایران
- انجمن رادیولوژی ایران
- سایت جامع علوم رادیولوژی ایران
- مرکز تحقیقات علوم، تکنولوژی و تصویربرداری در پزشکی